# 六四事件期間中華人民共和國抗議地區列表
胡耀邦在八六學潮發生後，其中共中央總書記職務遭到掌握實權的中共元老之首鄧小平罷免。1989年4月15日胡耀邦去世后，北京市民和學生紛紛紀念胡耀邦，並逐步演變為要求政治改革，乃至針對中國共產黨的抗議活動，史稱“八九民運”或“六四事件”，中国官方称“1989年春夏之交的政治风波”。
當時中華人民共和國其他省市也發生規模不一的抗議活動，不過當時媒體主要聚焦於北京天安門廣場上的抗議。北京以外的中國各地的抗议往往会与北京的游行示威相呼應，并且有很多各地学生、民众前往北京串联参观，或北京学生组织派遣“代表团”到各地串联宣传。不同地方的抗议示威规模和社会整体参与程度不一，在部分地方，示威者的诉求具有当地特色。而不同地方当局在事件中以及六四清场之后，对参与示威的人员也有不同的处理手法。大多数地方的抗议在北京六四清場后的十多天内逐渐沉寂，各地公安机关亦开展对参与人员的抓捕、审判，加强高校学生和干部的思想工作。
5月18日，由于北京学生绝食的影响，当天北京以外上街游行的学生达50多万，波及全国30多个主要城市、300多个高校，北京以外14个城市出现高校学生绝食请愿，总人数约2500人（不完全统计）。5月19日，至少有116个城市发生了大规模的学生抗议活动。中国国家教委事后称据不完全统计，“在动乱和暴乱期间，在29个省、市、自治区的84个城市中的600余所高校，有280余万人次上街游行”。
据中国当局统计，4月16日至6月25日，全国公安共摧毁“各种非法组织”302个，查获“非法组织成员”3178名，缴获枪支205支，子弹三箱零25428发，“凶器”496件，“反动印刷品”60713件，“反动音像制品”1572件，军用物资360件。共抓获运动相关的各类人士11013名（缺陕西和西藏的数字），其中，6月2日前抓获的有2085名，6月3日之后抓获有8928名，其中涵盖“社会闲散人员”、学生、农民、干部、工人和个体户等官方界定的身份，亦包含“四人帮残余分子”与“刑满释放人员”，其“犯罪性质”包括“组织策划暴乱、动乱”、“进行反革命宣传煽动”、“砸烧军、警车辆”、“殴打残害解放军战士和公安干警”、“抢夺、私藏枪支弹药”、“冲击砸烧党政军机关”、“阻断铁路运输、城市交通”、“违反戒严令哄闹捣乱”、“抢劫军用警用物资”、“抢劫银行商店”、“毁坏公共设施”、“砸烧民用电车、汽车、商店影剧院”等。当局对其的处置包括逮捕、劳动教养、治安处罚、“教育释放”等。
而根据6月30日公安部黨組向中共中央提交的“關於堅決打擊反革命、兩亂分子、嚴重刑事犯罪分子的報告”，在事件後全國性的大搜捕運動中，全國“共取締各種非法組織515個，718名非法組織頭頭到各地公安機關登記或自首，拘捕各類非法組織成員及打砸搶燒分子4386名，破獲31起反革命集團案、8起台灣國民黨特務案。”中國各地的抗議內容很多来自的政府文件的泄露、中国異議人士的披露或当时在中国的外国记者的报道。

## 華北地區

### 北京
北京为整个运动的中心。在整个运动期间，北京的抗议学生、工人、市民通过大游行、募捐、集会、请愿等方式表达自己诉求。北京宣布戒严之后，局势进一步紧张，不断发生示威者试图阻止军车进入城内的事件。天安门广场被示威者长期占据，直到6月3日晚上戒严部队进军天安门广场。

### 天津
天津临近北京，很早就出現抗議、遊行、罷課、集會及其他各類政治表達，並且天津、北京、河北的政治、社會運動，往往彼此聯動。南开大学、天津大学等高校学生积极参与了天津的游行，并有很多学生到北京天安门进行串联。5月的几次游行，天津参与人数有上万至数万人。

### 河北
由於京津冀地區相互靠近，很多河北的學生或示威者前往北京或天津串聯。河北省保定、石家庄以及各地高校和市民参与了游行。由於許多參與鎮壓六四民運的軍隊原駐地在河北，許多河北發生的政治、社會運動與軍隊相關。例如，六四清場後，負責北京戒嚴的部隊陸軍27軍在石家莊的總部被示威者圍堵。

### 山西
山西省臨汾、榆次、太谷等地都有發生遊行示威，最大規模的示威發生在省會太原。山西省政府多次受到示威者冲击。

### 内蒙古
内蒙古高校集中的首府呼和浩特发生了自治区内最大规模的抗议示威，乌海、包头、伊克昭盟等地也有不同程度的响应。

## 東北地區

### 黑龙江
在黑龙江，齐齐哈尔等地有人响应示威，但省会哈尔滨的抗议最为活跃，并得到部分工人、市民和新闻工作者支持。随着北京清场消息传出，抗议进一步激化。

### 吉林
学生主导的大规模抗议活动从长春开始蔓延开来，部分工人、市民和体制内人士也加入支持，特别是长春一汽职工参与，游行人数一度超十万。除省会长春外，白城、吉林市、延边州等地亦有响应。北京六四清场消息后，吉林省的抗议升级并最终被镇压，官方取缔多个组织并拘捕近百人。

### 辽宁
沈阳、大连、鞍山等城市的高校发起声援北京学生的示威，有部分人提出建立新政党、推翻政府等激进主张。抗议高峰期有数十万师生市民走上街头，甚至堵塞交通、号召罢工。六四清场后，辽宁仍有游行和悼念活动，随后当局展开清查，打击“非法组织”，大量参与者被拘捕、判刑或劳教。民运人士指控政治犯在狱中遭受虐待。

## 西北地區

### 甘肃
甘肃最大规模的抗议示威发生在首府兰州，此外天水等地也有声援行动。根据公安部门的统计，兰州地区在4月21日到6月10日先后发生了大小游行请愿活动30次,内有5000人以上较大规模的8次,参加者近20万人次。此外又因《性风俗》一书，发生穆斯林上街游行抗议，以及兰州气象学校藏汉两族学生斗殴，导致藏族示威者参与抗议。甘肃当局指这些突发事件“交织在一起,造成兰州地区十分复杂的局面”

### 新疆
新疆的抗议由学生主导，并集中在乌鲁木齐。5月19日，乌鲁木齐爆发穆斯林抗议《性风俗》一书的示威，并演变为骚乱。

### 陕西
在陕西，咸陽、渭南、延安、漢中、商洛、榆林、安康等地都發生了遊行示威，省會西安的遊行示威規模最大。4月的示威曾发生严重的骚乱，导致陕西省政府被冲击。

### 青海
青海的示威活动主要集中在省会西宁。期间亦发生由于西藏问题以及甘肃兰州发生汉藏学生斗殴事件，导致青海藏族学生串联示威抗议的事件，以及因为上海《性风俗》一书引来的争议导致穆斯林回族民众抗议的事件。

### 宁夏
宁夏的抗议示威主要集中在首府银川。同时上海《性风俗》一书也导致回族穆斯林上街游行请愿。

## 華東地區

### 上海
上海的游行最高峰有30万人以上。因为上海世界经济导报在胡耀邦死后的报道，被时任上海书记江泽民进行整肃，并导致要求“新闻自由”的呼声。六四事件之后，上海火车站爆发抗议与骚乱，并有火车车厢被焚毁，上海也因此成为全国在六四之后首个处决参与者的城市。江泽民在事后被提拔为中共中央总书记，接替赵紫阳。

### 江苏
江苏抗议规模最大的是省会南京，其他县市如徐州、常州、无锡、苏州、扬州、镇江等地均有不同程度的响应。

### 浙江
浙江最大规模的示威游行发生在省会杭州，此外温州、金华、丽水、宁波、嘉兴、台州、临海等地均有不同程度的响应。在运动当中，部分骨干人士此前就曾参与八六学潮等运动，亦有人在六四之后参与创建中国民主党浙江分部。

### 安徽
安徽最大规模的示威游行发生在省会合肥，特别是八六学潮的起源地中国科技技术大学。蚌埠、安庆、马鞍山、铜陵、芜湖、淮北、阜阳等地亦有不同程度的响应。

### 福建
福建的大规模抗议主要集中在大城市省会福州以及厦门。其余各地如泉州、漳州、南平也有不同程度的响应。时任宁德地区党委书记习近平也因为应对当地的学生示威而在事后被提拔。

### 山东
山东最大规模的示威发生在最大的城市省会济南与青岛，烟台、东营、泰安、滨州、济宁、聊城、曲阜等地也有不同程度的响应。

### 江西
江西最大的示威发生在首府南昌，此外萍乡、赣州、抚州等地的县市均有不同程度参与。南昌有人成立模仿波兰团结工会的“南昌团结工会”，并在事后被当局取缔。

## 中南地區

### 河南
运动期间，河南省会郑州、洛阳等大城市的示威规模最大，也有很多示威者乘火车都北京串联支持北京学生。六四镇压后的数周，开封仍然爆发了游行，并被中国当局定性为“反革命事件”。

### 湖北
湖北最大规模的抗议示威发生在省会武汉。武汉长江大桥等重要交通路线曾经在六四镇压前后被示威者多次堵塞。学生示威者也多次尝试与武汉的大型工业企业工人进行串联。另外在荆州、黄冈、孝感、十堰、黄石、宜昌等地均有不同程度的响应。

### 湖南
湖南以省会长沙的示威人数规模最大，湘潭、郴州、邵阳、益阳等县市均有示威者不同程度响应。4月22日长沙爆发的骚乱，造成示威者冲入湖南省政府机关。北京六四清场之后，湖南是全国各省因八九民运被捕人数最多的省份之一。

## 華南地區

### 广东
广东的大规模抗议集中在廣州和深圳，并波及珠海、中山、汕头等县市，示威參與者還包括香港、澳門學生。其中最大規模的抗議是5月23日的省港澳大游行，有五十万人参与。六四事件之后，广东成为民运参与者通过黄雀行动到达港澳的主要通道，广东军政当局亦因此加强边防。

### 广西
广西的大规模抗议发生在省会南宁、桂林、柳州等大城市。梧州、玉林、河池、宜山、百色、北海、钦州等地也有不同程度的响应。

### 海南
时任海南省长梁湘被认为是支持赵紫阳的改革派。海南的示威抗议被一部分人士认为有梁湘的支持。六四事件之后，梁湘以及海南日报总编辑程凯等人都因为对运动的同情而遭到整肃。

## 西南地區

### 四川
在四川，省会成都、重庆等大城市的示威规模最大，攀枝花、自贡、达州、西昌、泸州、绵阳等地均有不同程度的响应。六四镇压后，成都爆发数百人以上伤亡的骚乱与暴力镇压，伤亡仅次于北京。

### 云南
云南最大规模的抗议示威发生在首府昆明，其他如昭通、大理、保山、曲靖、玉溪、普洱、西双版纳、德宏等各地亦有不同程度的响应。云南省当局指控云南境内的民运人士在事件期间及北京清场之后，通过滇缅边境等途径与台湾当局有联系，或者企图囤积武器弹药。驻云南的解放军部队中对学运的同情者曾企图策划兵变，并最终被平息。据亲历者回忆，云南的民运诉求具有地方特色，如要求当局检讨少数民族政策的失误，要求更大地方自治权。

### 贵州
根据贵州当局的统计，在4月下旬至6月初共有9个地、州、市的高等院校和数十所中等专业学校学生相继进行游行示威。贵州最大规模的抗议示威发生在首府贵阳，在遵义、毕节、兴义、凯里、六盘水、都匀等其他县市也有人士响应。在六四清场后，中国公安当局亦指控贵州破获多起民运人士搜集枪支弹药和武器的“反革命集团”案件。

### 西藏
在运动在4月爆发之前，1989年3月西藏曾发生要求西藏独立的抗议和骚乱，因此拉萨在整个运动期间为戒严状态。在运动期间只有少数大学生响应。